# Donja Rašica
Donja Rašica (Serbian Cyrillic: Доња Рашица) es un pueblo del municipio de Blace, Serbia. Según el censo de 2002, el pueblo tiene una población de 98 personas.